# Thom Hell

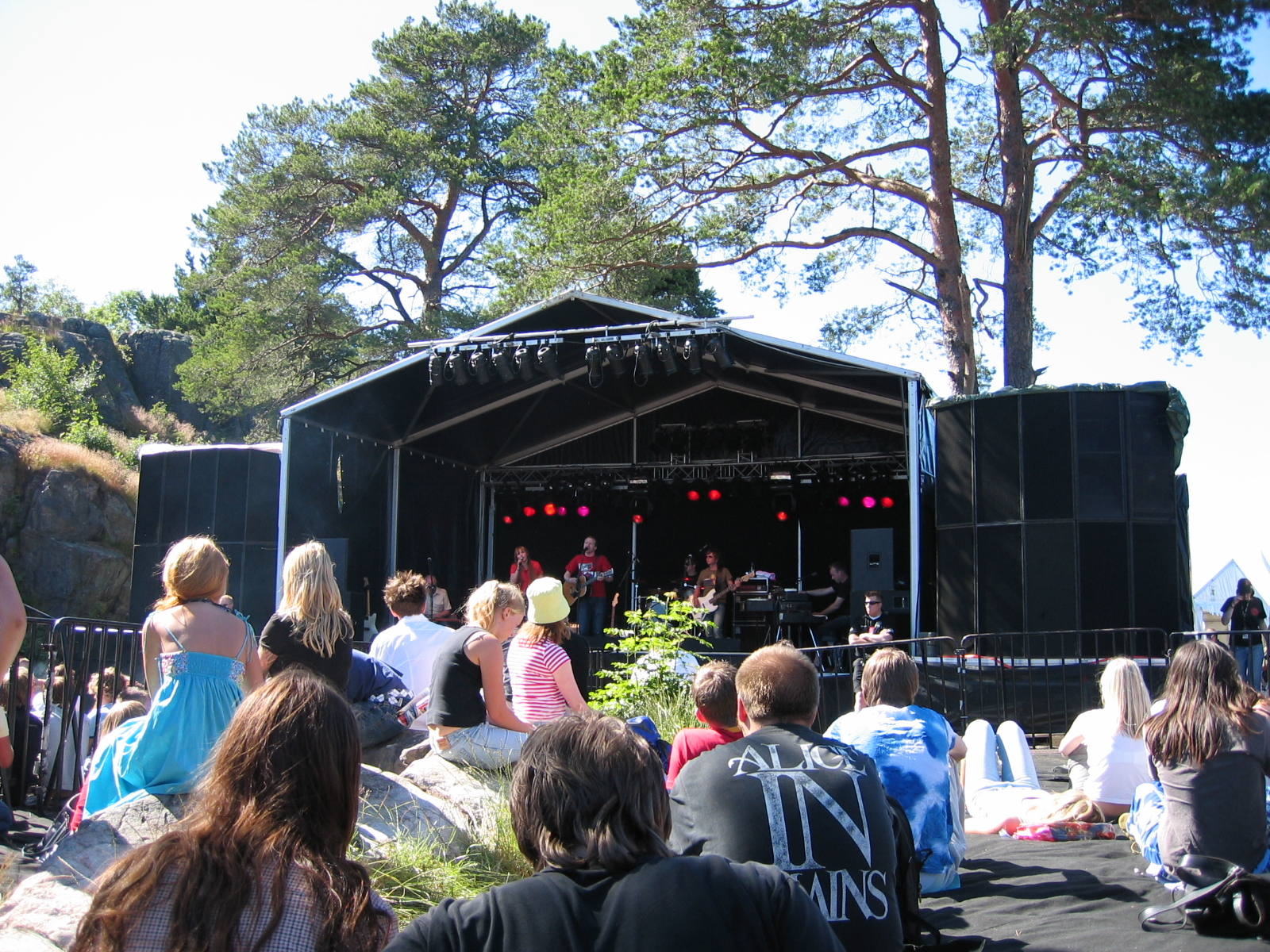
Thom Hell in Kristiansand 2004

Thomas Helland (* 19. März 1976) ist ein norwegischer Singer-Songwriter aus Kristiansand.

## Leben
Seit mehreren Jahren wechselte er in seiner Karriere immer zwischen Musikprojekten mit verschiedenen Bands. Zuletzt war er Sänger und Gitarrist in der Band von Marit Larsen. Schließlich liierten sich die beiden und beschlossen, jeweils ihre eigenen Karrieren zu verfolgen.

## Diskografie

### Alben
| Jahr | Titel                | Höchstplatzierung, Gesamtwochen, AuszeichnungChartsChartplatzierungen (Jahr, Titel, Platzierungen, Wochen, Auszeichnungen, Anmerkungen) | Anmerkungen |
| Jahr | Titel                | NO | Anmerkungen |
| ---- | -------------------- | --- | ----------- |
| 2004 | I Love You           | NO31 (1 Wo.)NO |             |
| 2006 | Every Little Piece   | NO22 (1 Wo.)NO |             |
| 2008 | God If I Saw Her Now | NO5 (7 Wo.)NO |             |
| 2010 | All Good Things      | NO5 (7 Wo.)NO |             |
| 2011 | This Is Thom Hell    | NO18 (4 Wo.)NO | Kompilation |
| 2012 | Suddenly Past        | NO18 (2 Wo.)NO |             |
| 2014 | Six                  | NO17 (1 Wo.)NO |             |

### Singles
| Jahr | Titel Album              | Höchstplatzierung, Gesamtwochen, AuszeichnungChartsChartplatzierungen (Jahr, Titel, Album, Platzierungen, Wochen, Auszeichnungen, Anmerkungen) | Anmerkungen |
| Jahr | Titel Album              | NO | Anmerkungen |
| ---- | ------------------------ | --- | ----------- |
| 2011 | Over You All Good Things | NO10 Platin · (2 Wo.)NO |             |

Weitere Singles & EP
- Tremendous Sinner (2003)
- The While You’re Waiting EP (2004)
- I Love You Too EP (2004)